# Папська комісія в справах Латинської Америки
Па́пська комі́сія у спра́вах Лати́нської Аме́рики (лат. Pontificia Commissio pro America Latina) — дикастерія Римської курії. Їй доручено забезпечення допомоги і дослідження питань, що мають відношення до Церкви в Латинській Америці. Комісія працює під егідою Конгрегації у справах єпископів.
Теперішній голова Папської комісії у справах Латинської Америки - кардинал Марк Велле, котрий також є кардиналом-префектом Конгрегації у справах єпископів.
Постала 19 квітня 1958 року з ініціативи Папи Римського Пія XII. Іван Павло ІІ апостольською конституцією Pastor Bonus 1988 року змінив компетенцію комісії.

## Теперішня структура
- Голова: з 30 січня 2023 року архиєпископ Роберт Френсіс Прево

- Заступник: професор Гусман Каррікуарі Лекур;

## Список голів Папської комісії у справах Латинської Америки
- Марчелло Міммі (1958—1961);
- Карло Конфалоньєрі (1961—1967);
- Антоніо Саморе (1967—1968);
- Карло Конфалоньєрі (1969—1973);
- Себастьяно Баджо (1973—1984);
- Бернарден Гантен (1984—1998);
- Лукаш Морейра Невеш, домініканець, (1998—2000);
- Джованні Баттіста Ре (2000—2010);
- Марк Велле (2010—).

## Зовнішні посилання
- офіційний сайт Ватикану
- Католицька ієрархія
- Giga-Catholic Information